# Ramena řeky Moravy
Ramena řeky Moravy je národní přírodní rezervace poblíž obce Horka nad Moravou v okrese Olomouc. Oblast spravuje AOPK ČR Správa CHKO Litovelské Pomoraví.
Důvodem ochrany je tok řeky Moravy a jejích ramen v nížinném úseku toku. Představuje ucelenou ukázku vývoje a projevů nížinného toku, jako jsou vyvinuté říční meandry, slepá ramena, větvení řeky, ostrovy apod. Součástí vodních toků jsou i břehové porosty se zastoupením bylinného, keřového a stromového patra, které jsou biotopem rostlinných a živočišných druhů vázaných na vodní tok.

## Fotogalerie

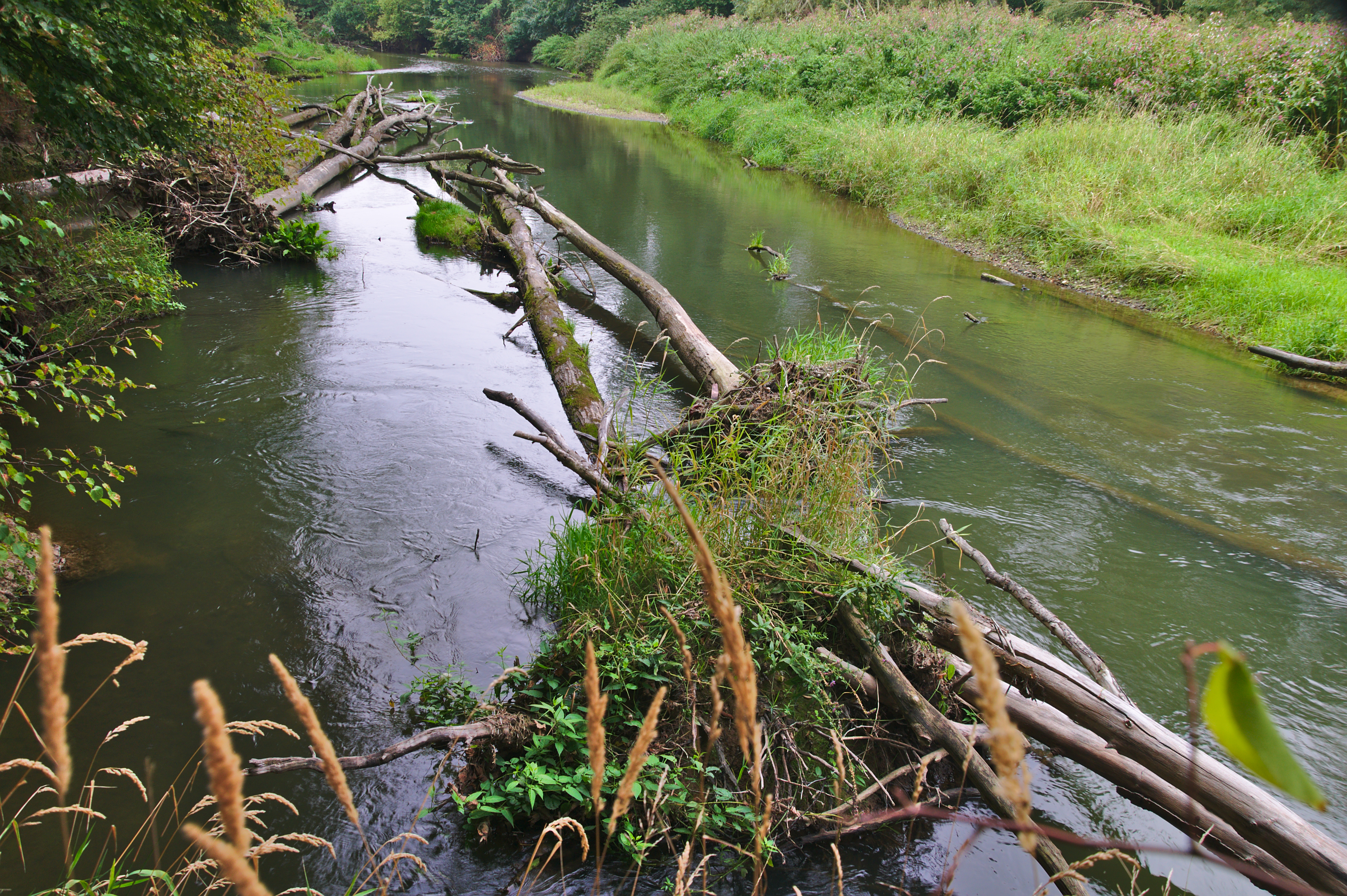
Morava u Hynkova
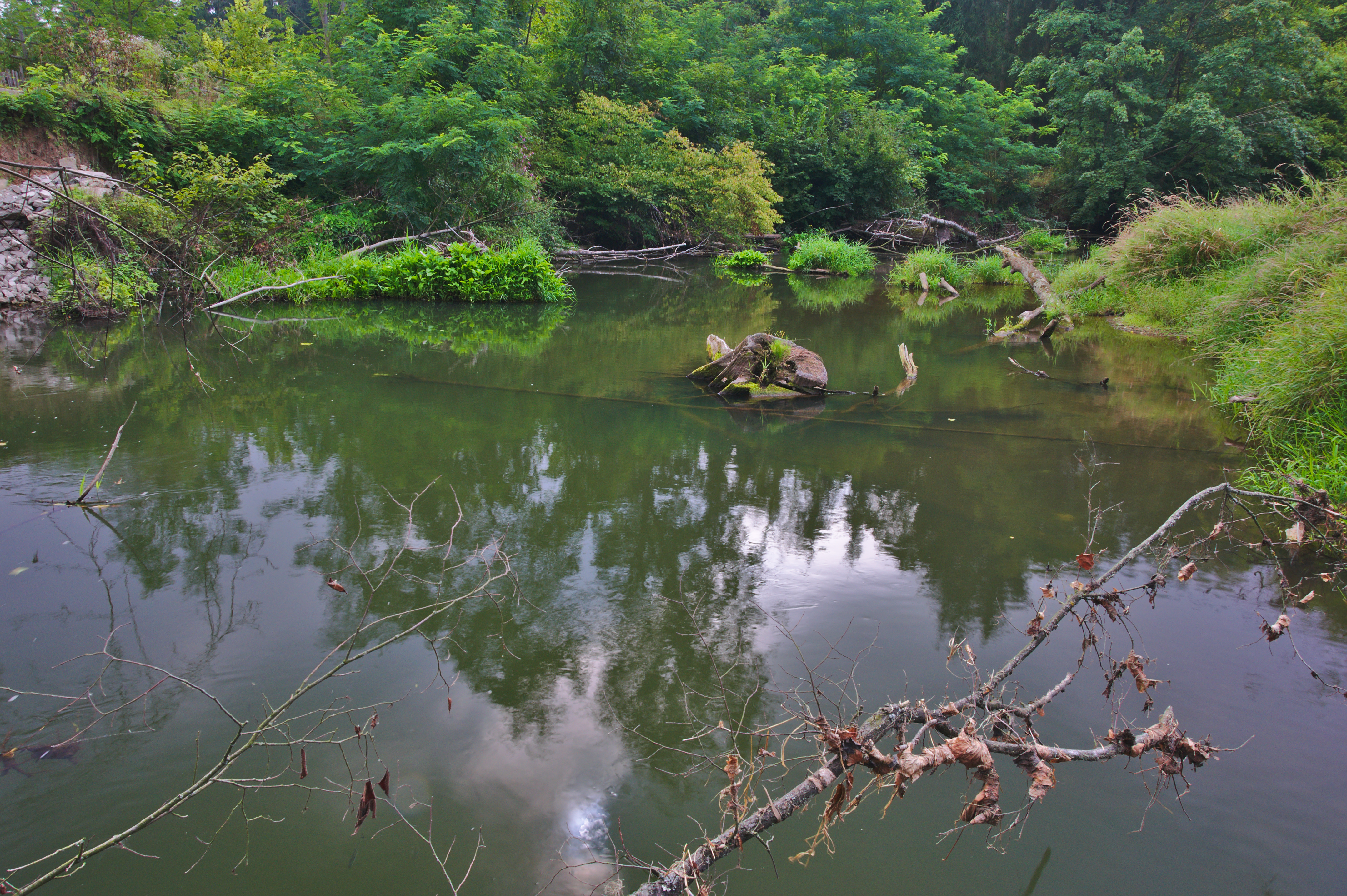
Morava
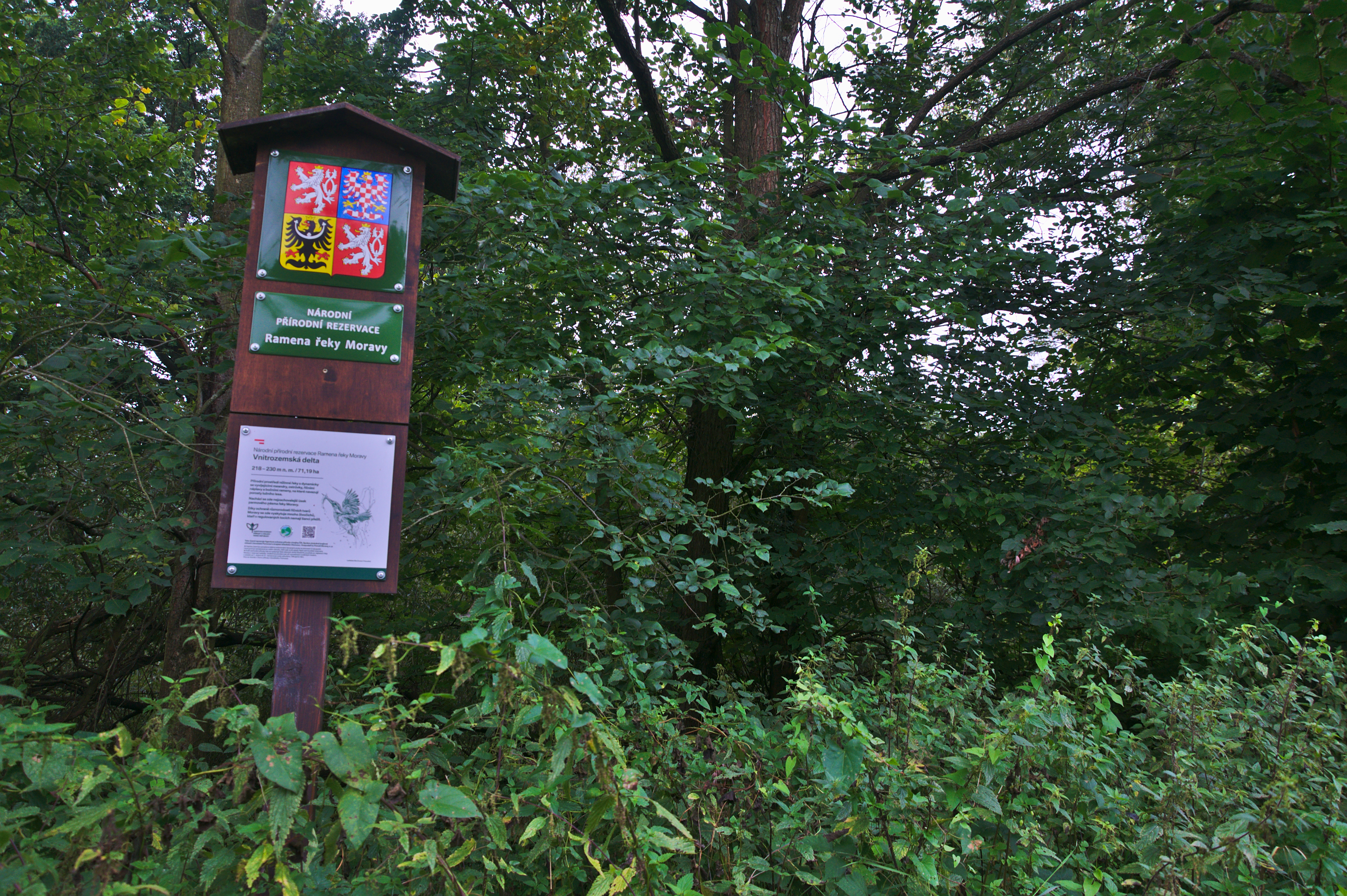
Informační tabule
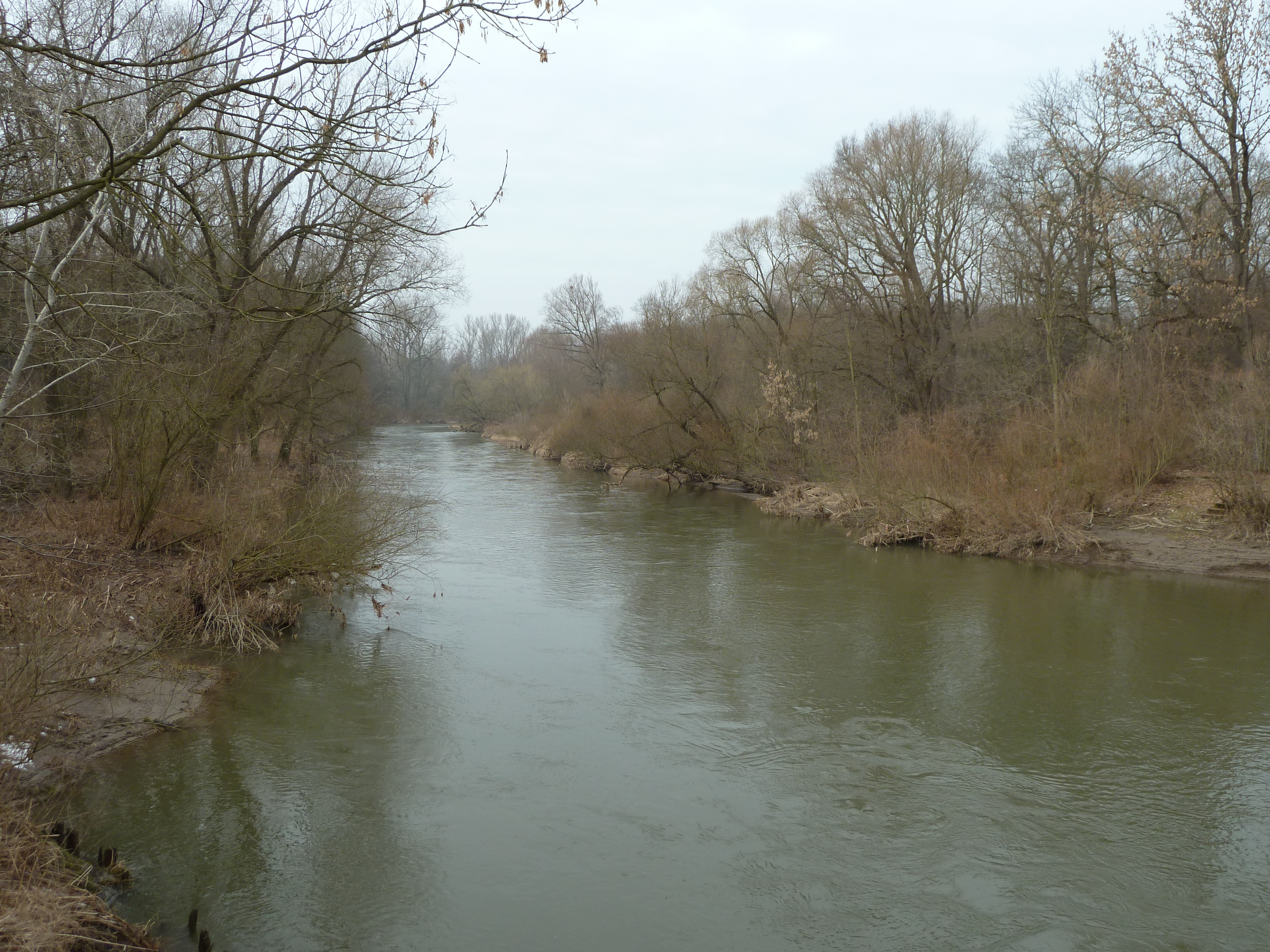
Pohled na část NPR u obce Střeň